# Ditrigona
Ditrigona là một chi bướm đêm thuộc phân họ Drepaninae.